# Municipio de Greenville (Dakota del Norte)
El municipio de Greenville (en inglés, Greenville Township) es un municipio rural del condado de LaMoure, Dakota del Norte, Estados Unidos. Tiene una población estimada, a mediados de 2023, de 61 habitantes.
No existen comunidades organizadas dentro del término municipal. Está conformado totalmente por tierra de cultivo con viviendas dispersas.

## Geografía
Está ubicado en las coordenadas 46°24′58″N 98°05′59″O / 46.41611, -98.09972 (46.416093, -98.099607). Según la Oficina del Censo, tiene una superficie total de 93.1 km², de los cuales 92.9 km² corresponden a tierra firme y 0.2 km² están cubiertos de agua.

## Demografía
Según el censo de 2020, en ese momento había 54 personas residiendo en la zona. La densidad de población era de 0.6 hab./km². El 87 04% de los habitantes eran blancos, el 1.85 % era afroamericano, el 9.26 % eran de otras razas y el 1.85 % era de una mezcla de razas. Del total de la población, el 5.56 % eran hispanos o latinos de cualquier raza.